# Шигорин, Виктор Николаевич
Виктор Николаевич Шигорин (1879—1915) — офицер-артиллерист, кавалер ордена св. Георгия 4 степени.

## Биография
Шигорин Виктор Николаевич родился 30 декабря 1879 (11 января 1880) в Бресте в семье отставного майора. До 1897 года воспитывался в Александровском кадетском корпусе. В 1900 году по окончании Михайловского Артиллерийского училища произведен в подпоручики и назначен в 35-ю Артиллерийскую бригаду. В 1902 году произведен поручиком. В 1903, согласно секретному предписанию начальника артиллерии 17-го армейского корпуса, со 2-м дивизионом командирован в Забайкалье; 10 января 1905 года прикомандирован к Сахалинской горной батарее. За отличия в боях с японцами награждён орденами св. Анны 4-й и 3-й степени и св. Станислава 3-й степени. В 1913 году окончил Михайловскую Артиллерийскую Академию и назначен первым старшим офицером 6-й батареи 35-й артиллерийской бригады. 17 июля 1914 года по мобилизационному расписанию 1910 года назначен командующим батареей 72 арт. бригады в составе 2-го армейского корпуса. Участвовал в боях 28-29 августа 1914 г. у дер. Куттен, Шабинен, Ангерап в восточной Пруссии. В конце августа 1914 года бригада в составе 72-й пехотной дивизии понесла огромные потери в арьергардных боях при отступлении к р. Слудзе. 16 сентября 1914 года с остатками 72-й бригады прикомандирован к 43-й арт. бригаде; 30 октября 1914 года назначен командующим 6-й батареей 2-й арт. бригады. 2 марта 1915 года в бою у деревни Годзимерц (рядом с дер. Рудки) на своем наблюдательном пункте у Немгловского леса осколком наприятельского снаряда убит. За свой последний бой посмертно награждён орденом св. Георгия 4-й ст.

## Образование
Александровский кадетский корпус (до 1897)

Михайловское артиллерийское училище (с 31.08.1897 по 09.08.1900)

Михайловская артиллерийская академия (с 26.10.1911 по 27.09.1913).

## Чины
с 17.07.1900 по 25.08.1902 35-я артиллерийская бригада. Подпоручик.

с 25.08.1902 по 01.09.1906 35-я артиллерийская бригада. Поручик

с 01.09.1906 по 07.10.1912. 35-я артиллерийская бригада. Штабс-капитан. 

с 07.06.1912 по 17.06.1914 35-я артиллерийская бригада. Капитан. 

с 17.06.1914 по 16.09.1914. 72-я артиллерийская бригада. Капитан. Командующий 6-й батареей. 

с 16.09.1914 по 30.10.1914. 43-я артиллерийская бригада. Капитан. 

с 30.10.1914. 2-я артиллерийская бригада. Капитан. Командующий 6-й батареей. 

## Награды
- Орден Святой Анны 4 ст. с надписью «За храбрость» (05.11.1904). За отличия под Ляояном с 13 по 25 августа
- Орден Святого Станислава 3 ст. с мечами и бантом (26.12.1904). За отличия в боях с японцами с 28 сентября по 5 октября
- Орден Святой Анны 3 ст. с мечами и бантом (04.11.1905). За разновременые отличия
- Светло бронзовая Медаль «В_память русско-японской войны» 1904—1905 гг.
- Орден Святого Георгия 4 ст. (12.07.1915). За бой 27 февр 1915г у д. Рудки (посмертно).

## Семья
Жена - Елизавета Дмитриевна, урожденная Таптыкова.
Дети: Анатолий (1910), Елизавета (1912), Людмила (1913).

## Адреса
В период обучения в Михайловской Артиллерийской Академии проживал в Санкт-Петербурге по адресу Нижегородская ул., д. 23а.

## Цитаты
2 марта пал командир батареи артиллерийской бригады Виктор Николаевич Шигорин.
Батарея кап. Шигорина занимала ответственную позицию и уже четыре дня принимала участие в развивавшихся боях.
В печальный день 2 марта кап. Шигорин с раннего утра отправился на свой наблюдательный пункт и в течение 3 часов искусно руководил огнем батареи. Неприятель, обнаружив наблюдательный пункт, открыл по нему бешеный огонь. Один из снарядов положил на смерть В. Н-ча.
Кап. Шигорин служил в бригаде, квартировавшей в мирное время в Рязани; в 1913 году он окончил курс Михайловской артиллерийской академии и с объявлением войны получил командование батареей вновь сформированной бригады.
Прекрасный знаток артиллерии, любивший её, В. Н-ч с получением батареи все свои силы прилагал на наилучшую постановку дела в командуемой части. Требовательный к нижним чинам, он обнаруживал отеческую заботливость о них. Только он способен был, при сосредоточении неприятельского огня по нашей батарее, справляться по телефону, готов ли обед для нижних чинов. Под командой кап. Шигорина, человека несомненной храбрости, находчивого, быстро улавливавшего данную ему задачу и искусно её выполнявшего, батарея могла себя чувствовать свободной от всяких случайностей.
Все офицеры и нижние чины искренно сожалели об утрате талантливого командира.
Эта жертва молоху войны вольет ещё большие силы сослуживцам В. Н-ча, оставшимся в живых, и даст им силы собрать всю волю и энергию к продолжению и успешному окончанию великой войны.
А. Радугин. 3 марта 1915 г. Действующая армия.
— Рязанская жизнь от 10 марта 1915г

Вот, из укрытия наблюдательного не всё видно. И чтоб вести ответный огонь своей батареи — капитан Шигорин встаёт во весь рост и командует. И через четверть часа убит осколком в висок — но дело сделано. Лучших-то — и убивают.
— Солженицын. Красное колесо. Узел 2. Октябрь Шестнадцатого. Книга 1